# 성 카테리나 수도원
성 카테리나 수도원(St. Catherine's Monastery)은 이집트 시나이산 기슭에 있는 동방 정교회 소속의 기독교 수도원이다. 유스티니아누스 1세에 의해 548년부터 565년까지의 기간 동안 건설되었으며, 알렉산드리아의 카타리나의 성유물이 안치되어 있다.

## 같이 보기
- 봉안당
- 코덱스 시나이티쿠스
- 예루살렘의 키릴로스